# Anallacta lobata
Anallacta lobata är en kackerlacksart som först beskrevs av Henri Saussure 1891.  Anallacta lobata ingår i släktet Anallacta och familjen småkackerlackor.
Artens utbredningsområde är Madagaskar. Inga underarter finns listade i Catalogue of Life.

## Bildgalleri

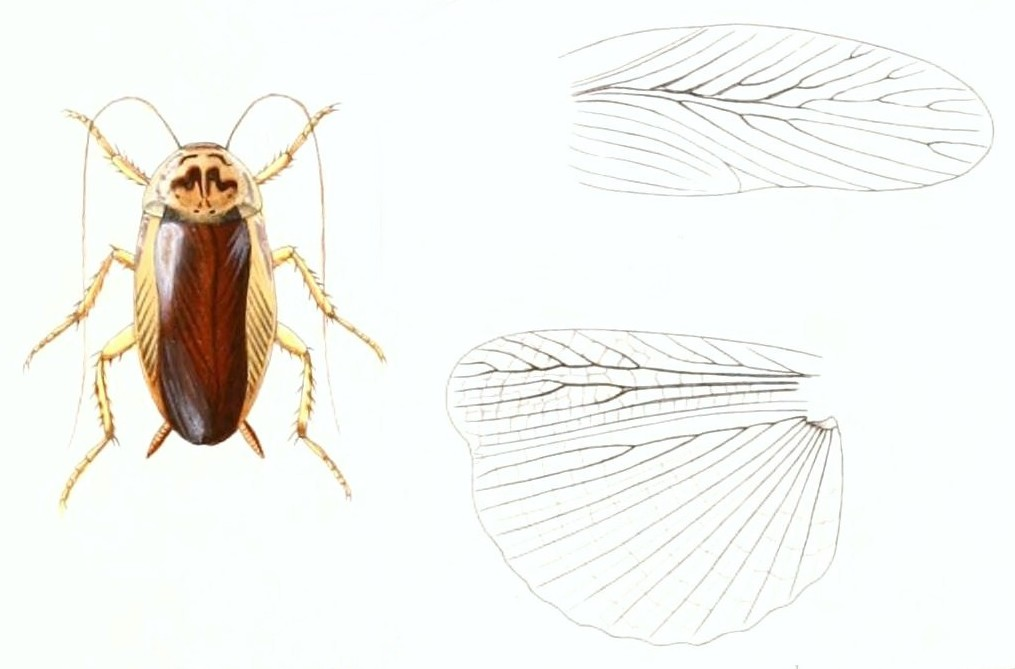
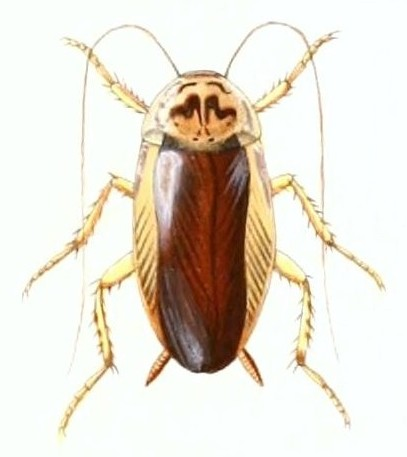